# Mistrzostwa Świata w Short Tracku 1987
12. Mistrzostwa Świata w Short Tracku odbyły się w Kanadzie, w Montrealu, w dniach 3–5 kwietnia 1987 roku. Rozegrano 10 konkurencji: 500 m, 1000 m, 1500 m, 3000 m kobiet i mężczyzn oraz sztafetę 3000 m kobiet i 5000 m mężczyzn. Medale przyznano w wieloboju i sztafetach. W klasyfikacji medalowej najlepsi byli Japończycy. 

## Klasyfikacja medalowa
| Lp. | Kraj              | Złoto | Srebro | Brąz | Razem |
| 1.  | Japonia           | 2     | 1      | 1    | 4     |
| 2.  | Kanada            | 2     | 1      | 0    | 3     |
| 3.  | Holandia          | 1     | 0      | 1    | 2     |
| 4.  | Włochy            | 0     | 1      | 1    | 2     |
| 5.  | Stany Zjednoczone | 0     | 0      | 1    | 1     |

## Medaliści
| Konkurencja | Złoto                                                                                       | Srebro                                                                                   | Brąz                                                                                |
| Mężczyźni   |                                                                                             |                                                                                          |                                                                                     |
| Wielobój    | Toshinobu Kawai Michel Daignault                                                            |                                                                                          | Charles Veldhoven                                                                   |
| Sztafeta    | Holandia Jaco Mos · Charles Veldhoven · Peter van der Velde · Jeroen Otter · Edwin Chaudron | Włochy Orazio Fagone · Enrico Peretti · Hugo Herrnhof · Luca Bolognesi · Roberto Peretti | Stany Zjednoczone David Besteman · Brian Arseneau · Patrick Moore · Andrew Gabel    |
| Kobiety     |                                                                                             |                                                                                          |                                                                                     |
| Wielobój    | Eiko Shishii                                                                                | Nathalie Lambert                                                                         | Mariko Kinoshita                                                                    |
| Sztafeta    | Kanada Nathalie Lambert · Eden Donatelli · Lisa Sablatash · Maryse Perreault · Cathy Morin  | Japonia Hiromi Takeuchi · Eiko Shishii · Mariko Kinoshita · Nobuko Yamada                | Włochy Cristina Sciolla · Barbara Mussio · Maria Rosa Candido · Gabriella Monteduro |

## Wyniki
| Konkurencja | 1.               | 2.                   | 3.                   |
| Mężczyźni   |                  |                      |                      |
| 500 metrów  | Robert Dubreuil  | Louis Grenier        | Michel Daignault     |
| 1000 metrów | Toshinobu Kawai  | Orazio Fagone        | Yuichi Akasaka       |
| 1500 metrów | Guy Daignault    | Charles Veldhoven    | Toshinobu Kawai      |
| 3000 metrów | Michel Daignault | Tatsuyoshi Ishihara  | Charles Veldhoven    |
| Kobiety     |                  |                      |                      |
| 500 metrów  | Eden Donatelli   | Manuela Ossendrijver | Cristina Sciolla     |
| 1000 metrów | Mariko Kinoshita | Eiko Shishii         | Maryse Perreault     |
| 1500 metrów | Eiko Shishii     | Nathalie Lambert     | Manuela Ossendrijver |
| 3000 metrów | Nathalie Lambert | Eiko Shishii         | Mariko Kinoshita     |